# David Cox (statistiker)
David Roxbee Cox, född 15 juli 1924 i Birmingham, West Midlands, död 18 januari 2022 i Oxford, var en brittisk statistiker som bland annat beskrivit logistisk regression och formulerat den proportionella riskmodellen.

## Uppväxt och utbildning
Cox föddes i Birmingham, där hans far var delägare i en smyckesbutik, och de bodde nära Jewellery Quarter. Flygingenjören Harold Roxbee Cox var en syssling. Han gick på Handsworth Grammar School. Cox studerade matematik vid St. John’s College i Cambridge och tog sin doktorsexamen vid University of Leeds 1949, handledd av Henry Daniels(en) och Bernard Welch(en).

## Verksamhet
Från 1944 till 1946 var han anställd vid Royal Aircraft Establishment, därefter till 1950 vid Wool Industries Research Association i Leeds.
Från 1956 till 1966 var han lektor och sedan professor i statistik vid Birkbeck College i London. 1966 tillträdde han professuren i statistik vid Imperial College London där han senare blev prefekt för matematikinstitutionen. 1988 blev han dekan för Nuffield College och anställd på institutionen för statistik vid Oxford University. Han pensionerades från dessa befattningar 1994.

## Bidrag
Han har gjort banbrytande och viktiga bidrag till många områden av statistik och tillämpad sannolikhet, varav de mest kända är:
- Logistisk regression, som används när variabeln som ska förutsägas är kategorisk (dvs. kan ta ett begränsat antal värden, t.ex. kön, ras i USA:s folkräkning), binär (ett speciellt fall av kategorisk med endast två värden - t.ex. framgång / misslyckande, sjukdom / ingen sjukdom) eller ordinal, där kategorierna kan rankas (t.ex. smärtintensiteten kan vara frånvarande, mild, måttlig, svår, outhärdlig). Cox artikel från 1958 behandlade fallet med binär logistisk regression.[15]
- Den proportionella riskmodellen, som ofta används i analysen av överlevnadsdata, utvecklades av honom 1972.[16] Ett exempel är överlevnadstider i medicinsk forskning som kan relateras till information om patienter som ålder, kost eller exponering för vissa kemiska ämnen. Den stora fördelen är att man skiljer tidsberoende faktorer från tidsoberoende.[12]
- Coxprocessen namngavs efter honom. Det är en Poissonprocess, vars intensitet varierar enligt en annan stokastisk process.[17]

Ett annat område där Cox har varit verksam är förnyelseteori. Det är en utveckling av teorin för när man ska byta ut komponenter som går sönder till en mera generell teori. Den består av händelser, här kallade förnyelser, som sker efter en viss tid enligt en sannolikhetsfördelning. På så sätt blir det en generalisering av Poissonprocessen, eftersom det inte behöver vara en exponentialfördelning. Andra fördelningar som han tar upp är den särskilda och den allmänna Erlangfördelningen, gammafördelningen, Weibullfördelningen och lognormalfördelningen. Det är intressant att beräkna sådana storheter som tiden till den {\displaystyle r}:te förnyelsen och antalet förnyelser till och med tiden {\displaystyle t}.
Cox har övervakat, samarbetat med och uppmuntrat många yngre forskare som nu är framstående inom statistik. Han har tjänstgjort som ordförande för Bernoulli Society(en), Royal Statistical Society(en) och International Statistical Institute. Han är hedersmedlem vid Nuffield College och St John's College, Cambridge(en) och är medlem av institutionen för statistik vid University of Oxford.

## Utmärkelser
Cox har fått många utmärkelser och utmärkelser för sitt arbete. Han har tilldelats Guy Medals in Silver (1961) och Gold (1973) från Royal Statistical Society. Han valdes till stipendiat vid Royal Society of London 1973, blev riddare av drottning Elizabeth II 1985 och blev hedersmedlem vid British Academy 2000. Han är utländsk medarbetare vid US National Academy of Sciences och utländsk medlem av Det Kongelige Danske Videnskabernes Selskab. År 1990 tilldelades han Ketteringpriset och guldmedaljen för cancerforskning för "utvecklingen av den proportionella riskregressionsmodellen." År 2010 tilldelades han Copleymedaljen från Royal Society "för sina betydelsefulla bidrag till teorin och tillämpningen av statistik".  Han är också den första någonsin mottagaren av det internationella priset i statistik.  År 2013 valdes Cox till hedersmedlem av Royal Society of Edinburgh.  2016 erhöll han BBVA Foundation Frontiers of Knowledge Award i kategorin grundvetenskap tillsammans med Bradley Efron, för utvecklingen av "banbrytande och enormt inflytelserika" statistiska metoder som har visat sig oumbärliga för att uppnå tillförlitliga resultat i ett brett spektrum av discipliner från medicin till astrofysik, genomik eller partikelfysik.

## Privatliv
1947 gifte sig Cox med Joyce Drummond. De har fyra barn.